# Exochochromis anagenys
Exochochromis anagenys, comunemente detto "siluro a tre macchie", è l'unico membro conosciuto del genere Exochochromis. È una specie di ciclidi haplochromini endemica del lago Malawi nell'Africa orientale osservata nella parte sudorientale del lago e intorno all'isola Thumbi Ovest.
Questa specie raggiunge una lunghezza standard di 20 centimetri ed è utilizzata come pesce da acquario.